# Sun Ai-Chi
Sun Ai-Chi (18 de julio de 1989) es una deportista taiwanesa que compitió en taekwondo. Ganó una medalla de bronce en el Campeonato Asiático de Taekwondo de 2008 en la categoría de –72 kg.

## Palmarés internacional
| Representando a China Taipéi |                 |                   |           |
| Campeonato Asiático          |                 |                   |           |
| Año                          | Lugar           | Medalla           | Categoría |
| 2008                         | Luoyang (China) | Medalla de bronce | –72 kg    |